# Марк Ендрю Грін
Марк Ендрю Грін (англ. Mark Andrew Green; нар. 1 червня 1960, Бостон, Массачусетс) — американський політик-республіканець. Він був членом Державних зборів Вісконсину з 1993 по 1999 і Палати представників США з 1999 по 2007, невдало балотувався на посаду губернатора штату Вісконсин у 2006. Посол США у Танзанії з серпня 2007 по січень 2009. У даний час Грін є президентом і генеральним директором Ініціативи з глобального розвитку (ІГД) і входить до Ради директорів Millennium Challenge Corporation.
Адміністратор Агентства США з міжнародного розвитку з 2017 до 2020 року